# Cuir de Venise
Le cuir de Venise, au contraire du cuir de Cordoue, est un cuir peint ou ciselé, auquel a été ajoutée une feuille d’argent, mais il n’est pas gaufré par presse. Ce n’est que dans les années 1600 que la technique utilisée devient celle des cuirs de Cordoue.